# Silvana Imam
Silvana Imam (Plungė, 19 settembre 1986) è una rapper lituana naturalizzata svedese.

## Biografia
Nata da madre lituana e da padre di origini siriane, ha trascorso la sua infanzia a Plungė ed è cresciuta a Stoccolma.
Ha intrapreso la sua carriera musicale nel 2012, pubblicando l'album in studio di debutto Rekviem l'anno successivo e l'EP När du ser mig/Se dig nel 2014, il quale è stato coinvolto nel Jag ser dig tour. Nel gennaio 2015 è entrata a far parte della Refune Music, etichetta di Sebastian Ingrosso, e il mese successivo le è stato conferito il titolo di Homo of the Year nell'ambito del Gaygalan Award.
Il suo secondo disco Naturkraft, classificatosi 17º nella Sverigetopplistan, le ha permesso di ricevere il Grammis all'artista dell'anno. Pure l'album seguente Helig Moder è entrato nella top twenty svedese, debuttando al 13º posto.

## Discografia

### Album in studio
- 2013 – Rekviem
- 2016 – Naturkraft
- 2019 – Helig Moder
- 2023 – Hamlet
- 2025 – Tro

### EP
- 2014 – När du ser mig/Se dig
- 2015 – Jag dör för dig
- 2020 – Så mycket bättre - Tolkningarna

### Singoli
- 2014 – Imam
- 2014 – Svär på min mamma
- 2015 – För evigt (feat. Marlene)
- 2015 – Knark
- 2016 – Sett henne (feat. Fille Danza & Erik Lundin)
- 2016 – Du fria (con Håkan Hellström)
- 2017 – Fri (feat. Sikai & Eva Dahlgren)
- 2018 – Bulletproof Baby
- 2018 – Vikken då
- 2018 – 4h/Ta hand om dig (feat. Khan-ji & Fricky)
- 2018 – Jag ser ljuset
- 2020 – Du stör dig hårt på mig
- 2020 – Tror du att han bryr sig (feat. Molly Hammar)
- 2020 – Simma själv
- 2020 – Stad i ljus (feat. Marzena)
- 2021 – Känslan
- 2021 – Vinner med hjärtat (con Lune)
- 2022 – Tänd alla ljus (con Benjamin Ingrosso)
- 2022 – 5.40 i Grünerløkka
- 2022 – Hela vägen upp (feat. Jaqe)
- 2023 – Syster & bror
- 2024 – Sprit & blondiner (con Alma)
- 2024 – Hils din mor (con Freja Kirk feat. Anne Linnet)
- 2024 – Dansar med demoner (con Oscar Blesson)
- 2024 – En gång till (con Mapei)
- 2025 – Valentina